# (32598) 2001 QN159
2001 QN159 (asteroide 32598) é um asteroide da cintura principal. Possui uma excentricidade de 0.00983470 e uma inclinação de 1.64900º.
Este asteroide foi descoberto no dia 23 de agosto de 2001 por LONEOS em Anderson Mesa.